# Skate Canada International 2014
Skate Canada International 2014 fue la segunda competición del Grand Prix de patinaje artístico sobre hielo de la temporada 2014-2015. Tuvo lugar en Kelowna, Canadá, entre el 29 de octubre y el 2 de noviembre de 2014. Organizada por la federación de patinaje sobre hielo de Canadá, la competición sirvió de clasificatorio para la final del Grand Prix.

## Resultados

### Patinaje individual masculino
| Clasificación | Nombre             | País            | Total  | Programa corto | Programa corto | Programa libre | Programa libre |
| ------------- | ------------------ | --------------- | ------ | -------------- | -------------- | -------------- | -------------- |
| 1             | Takahito Mura      | Japón           | 255,81 | 2              | 82,57          | 1              | 173,24         |
| 2             | Javier Fernández   | España          | 244,87 | 1              | 86,36          | 2              | 158,51         |
| 3             | Max Aaron          | Estados Unidos  | 231,77 | 5              | 76,50          | 3              | 155,27         |
| 4             | Stephen Carriere   | Estados Unidos  | 231,67 | 4              | 80,33          | 4              | 151,34         |
| 5             | Konstantin Menshov | Rusia           | 225,03 | 3              | 81,70          | 6              | 143,33         |
| 6             | Florent Amodio     | Francia         | 215,71 | 8              | 72,14          | 5              | 143,57         |
| 7             | Michal Březina     | República Checa | 208,24 | 7              | 73,29          | 8              | 134,95         |
| 8             | Takahiko Kozuka    | Japón           | 203,17 | 6              | 75,85          | 11             | 127,32         |
| 9             | Andrei Rogozine    | Canadá          | 202,40 | 9              | 70,95          | 10             | 131,45         |
| 10            | Adam Rippon        | Estados Unidos  | 201,92 | 11             | 62,83          | 7              | 139,09         |
| 11            | Liam Firus         | Canadá          | 198,91 | 10             | 64,94          | 9              | 133,97         |

### Patinaje individual femenino
| Clasificación | Nombre             | País           | Total  | Programa corto | Programa corto | Programa libre | Programa libre |
| ------------- | ------------------ | -------------- | ------ | -------------- | -------------- | -------------- | -------------- |
| 1             | Anna Pogorilaya    | Rusia          | 191,81 | 1              | 65,28          | 1              | 126,53         |
| 2             | Ashley Wagner      | Estados Unidos | 186,00 | 2              | 63,86          | 2              | 122,14         |
| 3             | Satoko Miyahara    | Japón          | 181,75 | 4              | 60,22          | 3              | 121,53         |
| 4             | Courtney Hicks     | Estados Unidos | 174,51 | 8              | 56,36          | 4              | 118,15         |
| 5             | Rika Hongo         | Japón          | 171,47 | 5              | 59,10          | 5              | 112,37         |
| 6             | Aliona Leonova     | Rusia          | 164,15 | 3              | 62,54          | 6              | 101,61         |
| 7             | Alaine Chartrand   | Canadá         | 156,22 | 7              | 57,06          | 7              | 99,16          |
| 8             | Brooklee Han       | Australia      | 146,80 | 11             | 51,55          | 8              | 95,25          |
| 9             | Kim Hae-jin        | Corea del Sur  | 143,43 | 10             | 52,18          | 10             | 91,25          |
| 10            | Veronik Mallet     | Canadá         | 142,25 | 6              | 57,45          | 11             | 84,80          |
| 11            | Viktoria Helgesson | Suecia         | 139,67 | 12             | 44,66          | 9              | 95,01          |
| 12            | Julianne Séguin    | Canadá         | 136,95 | 9              | 52,74          | 12             | 84,21          |

### Patinaje en parejas
| Clasificación | Nombre                                  | País           | Total  | Programa corto | Programa corto | Programa libre | Programa libre |
| ------------- | --------------------------------------- | -------------- | ------ | -------------- | -------------- | -------------- | -------------- |
| 1             | Meagan Duhamel / Eric Radford           | Canadá         | 210,74 | 1              | 72,70          | 1              | 138,04         |
| 2             | Sui Wenjing / Han Cong                  | China          | 184,64 | 2              | 65,22          | 2              | 119,42         |
| 3             | Yevguéniya Tarásova / Vladímir Morózov  | Rusia          | 175,45 | 3              | 64,14          | 3              | 111,31         |
| 4             | Madeline Aaron / Max Settlage           | Estados Unidos | 165,91 | 4              | 57,20          | 4              | 108,71         |
| 5             | Vanessa James / Morgan Ciprès           | Francia        | 161,79 | 5              | 56,47          | 5              | 105,32         |
| 6             | Kirsten Moore-Towers / Michael Marinaro | Canadá         | 158,82 | 6              | 53,79          | 6              | 105,03         |
| 7             | Brittany Jones / Joshua Reagan          | Canadá         | 146,77 | 7              | 49,80          | 8              | 96,97          |
| 8             | Mari Vartmann / Aaron Van Cleave        | Alemania       | 145,89 | 8              | 48,43          | 7              | 97,46          |

### Danza sobre hielo
| Clasificación | Nombre                                        | País           | Total  | Danza corta | Danza corta | Danza libre | Danza libre |
| ------------- | --------------------------------------------- | -------------- | ------ | ----------- | ----------- | ----------- | ----------- |
| 1             | Kaitlyn Weaver / Andrew Poje                  | Canadá         | 171,10 | 1           | 68,61       | 1           | 102,49      |
| 2             | Piper Gilles / Paul Poirier                   | Canadá         | 152,60 | 4           | 57,35       | 2           | 95,25       |
| 3             | Madison Hubbell / Zachary Donohue             | Estados Unidos | 148,23 | 3           | 59,29       | 3           | 88,94       |
| 4             | Ksenia Monko / Kiril Jaliavin                 | Rusia          | 143,48 | 2           | 59,62       | 6           | 83,86       |
| 5             | Nelli Zhiganshina / Alexander Gazsi           | Alemania       | 140,95 | 6           | 55,35       | 4           | 85,60       |
| 6             | Alexandra Aldridge / Daniel Eaton             | Estados Unidos | 137,37 | 5           | 56,13       | 7           | 81,24       |
| 7             | Élisabeth Paradis / François-Xavier Ouellette | Canadá         | 134,48 | 8           | 50,35       | 5           | 84,13       |
| 8             | Sara Hurtado / Adrià Díaz                     | España         | 127,99 | 7           | 52,43       | 8           | 75,56       |